# Glasebacher Teich
Der Glasebacher Teich war ein für Bergbauzwecke angelegter Kunstteich bei Straßberg. Mit einer Staumenge von ca. 300.000 m³ war es der zweitgrößte Teich des Unterharzes. Gestaut wurde der Glasebach.

## Geschichte
Der Teich war ein Kunst- und Triebwerksteich, der Wasser zum Antrieb von Schächten, Pochwerken, Wassermühlen und Hütten lieferte. Angelegt wurde der Teich 1716 unter der Leitung von Bergwerksdirektor Christian Zacharias Koch. Infolge eines Unwetters brach der Damm bereits 1752, nachdem die Striegelanlage nicht mehr betätigt werden konnte. Die Wassermassen des Dammbruches zerstörten die Bärlochsmühle am Talausgang.
Das noch existente Dammteilstück gehört heute zum Flächendenkmal Unterharzer Teich- und Grabensystem.